# Face/Off
Lật mặt là một bộ phim khoa học viễn tưởng hành động của Mỹ năm 1997 do Ngô Vũ Sâm làm đạo diễn, Mike Werb và Michael Colleary viết kịch bản, với diễn viên chính là John Travolta và Nicolas Cage. Travolta đóng vai một điệp viên FBI và Cage đóng vai một kẻ khủng bố, hai kẻ thù không đội trời chung nhưng lại giả mạo ngoại hình của nhau.
Face/Off là bộ phim Hollywood đầu tiên mà Woo có quyền đạo diễn sáng tạo. Phim được đánh giá cao và thu về 245 triệu USD trên toàn cầu. Bộ phim được một đề cử giải Oscar trong hạng mục biên tập âm thanh xuất sắc nhất (Mark Stoeckinger) tại Giải Oscar lần thứ 70.

## Nội dung
Đặc vụ FBI Sean Archer đang đưa con trai là Michael đi chơi ở công viên giải trí thì tên khủng bố Castor Troy cố gắng ám sát anh bằng cách bắn tỉa. Sean vẫn còn sống nhưng viên đạn đi xuyên qua ngực anh và giết chết Michael. Sean thề sẽ cố gắng truy bắt Castor để trả thù cho con trai.
Sáu năm sau, Sean và đội của anh đột kích máy bay của hai anh em Castor và Pollux ở sân bay, bắt được cả hai. Castor nhắc đến một quả bom hẹn giờ được đặt đâu đó ở Los Angeles sẽ phát nổ trong vài ngày nữa, nhưng hắn đã bị hôn mê trước khi Sean có thể tra khảo hắn. Pollux xác nhận quả bom có thật nhưng không khai ra nó ở đâu. Với sự đề nghị của Tito Biondi và Hollis Miller, Sean đồng ý thực hiện phương pháp cấy ghép mặt của Bác sĩ Malcolm Walsh để lấy gương mặt và giọng nói của Castor. Sean được đưa đến nhà tù mà Pollux đang bị giam giữ, thuyết phục Pollux rằng anh chính là Castor, lấy thông tin về quả bom. Trong khi đó, Castor tỉnh lại và phát hiện mình bị mất gương mặt. Hắn gọi cho đám thuộc hạ, và chúng buộc Walsh cấy ghép mặt của Sean cho hắn. Castor sau đó giết Walsh, Biondi và Miller, ba người duy nhất biết về vụ ghép mặt của Sean.
Ở nhà tù, Sean bất ngờ khi Castor đến gặp anh cùng với gương mặt của chính anh. Castor chế nhạo Sean rằng bây giờ không còn ai biết về vụ ghép mặt, và hắn sẽ chiếm lấy cuộc sống của Sean. Pollux được trả tự do khi hắn đồng ý khai ra địa điểm đặt bom, Castor sau đó tháo quả bom một cách dễ dàng. Castor được cơ quan FBI khen ngợi và trở nên thân thiết với Eve và Jamie, vợ và con gái của Sean.
Sean trốn thoát khỏi nhà tù sau khi gây ra bạo động và đến sào huyệt băng đảng của Castor. Anh gặp được Sasha Hassler và con trai cô là Adam, người làm anh nhớ về Michael. Sean biết được Adam là con trai của Castor. Castor biết tin Sean đã trốn thoát và dẫn lực lượng FBI đột kích sào huyệt của chính hắn. Nhiều đặc vụ và tội phạm, bao gồm Pollux, đã bị giết trong cuộc đột kích. Sean, Sasha và Adam đã chạy thoát. Giám đốc Victor Lazarro chỉ trích Castor vì hắn gây ra nhiều vụ giết chóc. Castor giận dữ giết Lazarro rồi nói là ông ta chết vì bị đau tim. Sean về nhà gặp Eve và thuyết phục cô kiểm tra nhóm máu của Castor để chứng minh danh tính của anh. Eve bây giờ đã tin Sean là chồng cô. Sean nói rằng anh có kế hoạch tấn công Castor, Eve cho rằng Castor sẽ mất cảnh giác trong đám tang của Lazarro.
Ở nhà thờ, Castor đã biết trước Sean sẽ đến và bắt Eve làm con tin. Sasha cũng đến hỗ trợ Sean, một cuộc đấu súng diễn ra khiến cô chết. Trước khi chết, Sasha dặn Sean chăm lo cho Adam và đừng để cậu bé trở thành tội phạm. Castor bỏ chạy, Sean đuổi theo hắn ra đến bến tàu, cả hai có cuộc rượt đuổi bằng tàu ca nô. Sau đó cả hai vào bờ và đánh tay đôi, cuối cùng Sean giết chết Castor bằng súng bắn cá. Nhờ Eve khai báo mọi chuyện mà các đặc vụ biết được người mang gương mặt của Castor chính là Sean, họ đưa anh vào bệnh viện để cấy ghép gương mặt cũ cho anh. Sau khi lấy lại gương mặt cũ, Sean về nhà đoàn tụ với vợ con, đồng thời nhận Adam làm con nuôi, giữ đúng lời hứa với Sasha.